# Dawny kościół i klasztor Dominikanów w Łęczycy
Dawny kościół i klasztor Dominikanów – dawny zespół klasztorny znajdujący się w Łęczycy, w województwie łódzkim. Do 2006 roku mieścił się tutaj Zakład Karny Łęczyca.
Około 1341 roku do murów obronnych Łęczycy została dobudowana murowana świątynia pod wezwaniem św. Dominika i piętrowy klasztor. Na przełomie XVII i XVIII wieku zespół został rozbudowany o nowe skrzydła. W 1799 roku władze pruskie skasowały klasztor, natomiast w 1801 roku zamieniły go na więzienie i jednocześnie rozebrali kościół. W 2 poł. XIX wieku zostało nadbudowane piętro i poważnie powiększono budynek. W późniejszych latach dawny klasztor był wielokrotnie dostosowywany do potrzeb więzienia o zaostrzonym rygorze. 
Budynek dawnego klasztoru został całkowicie przebudowany i przystosowany na potrzeby więzienia o zaostrzonym rygorze, obecnie jest to budowla piętrowa, do której w czasach pruskich zostały dobudowane kolejne cele dla więźniów, poprzez rozbudowę i podwyższenie budynku. Zachowało się również dawne prezbiterium kościoła, które pełniło dawniej funkcję świetlicy.
W dawnym więzieniu są obecnie organizowane imprezy kulturalne. Jego wnętrze udostępnione jest do zwiedzania. Zostały zachowane dwie pokazowe cele z oryginalnym wyposażeniem. Zachowały się również wszystkie kraty i śluzy więzienne, a w celach można zobaczyć napisy zostawione przez osadzonych.